# Солнечная тропа
Солнечная тропа́ (известная со времён Российской империи также как «Царская» и «Горизонтальная») — тропа на Южном берегу Крыма, популярный туристский маршрут. Тропинка проходит от санатория имени Розы Люксембург (пгт Гаспра) до санатория Ливадия, рядом с Ливадийским дворцом. Тропа украшена декоративными скульптурами и насаждениями редких экзотических деревьев и кустарников, оригинальными скамейками для отдыха. В дубово-грабовом лесу даже в знойные дни царит приятная прохлада. Тропу называют лечебной (или тропой здоровья), так как на ней действуют практически все лечебные факторы местного климатического курорта. Со смотровых площадок открываются прекрасные панорамы ЮБК. В прошлом солнечная тропа была одним из любимых мест прогулок Николая II.

## Описание
Тропа проходит через Ореанду, рядом с горными вершинами Крестовая и Ай-Никола, скалами Белоголовая (Хачла-Каясы), Пирожок, храмами Святого Архистратига Михаила и Покрова Пресвятой Богородицы. От тропы есть ответвление к санаториям Нижняя Ореанда, Горный, турбазе Кичкинэ. Высота тропы над уровнем моря варьируется в пределах 133—203, а протяжённость 6711 метров. Максимальный угол наклона дороги не превышает 3 градусов.
В местах перепада высот имеются лестницы, а через каждые сто метров расположены станции, где на табличках указаны все нужные данные. В местах пересечения с дорогами расположены указатели продолжения тропы. Первая стометровка тропы забетонирована, остальная часть покрыта каменно-песчаными материалами. Возле санатория Ливадия находятся солнечные часы и схема тропы, а на полпути — ротонда.
Однако тропа претерпела некоторые изменения: некоторые указатели повреждены вандалами, местные жители протоптали сократительные пути, чтобы срезать изгибы тропы, в некоторых местах на неё сошли сели.
Тропа является важным туристическим объектом и достопримечательностью посёлков Гаспры и Ливадии.

## История
До 1861 года, когда Старый Ливадийский Дворец был приобретён у наследников графа Льва Потоцкого в частную собственность императорской семьи, тропа проходила лишь над Нижней Ореандой. Необходимость соединить царский дворец в Ливадии с мысом Ай-Тодор возникла после приобретения самого дворца.
Несмотря на горный рельеф, тропу удалось проложить так, чтобы избежать значительных перепадов высот. Отсюда ещё одно её название — «Горизонтальная». Тропа стала прекрасным местом для лечения лёгочных заболеваний, при которых больным необходимо полное отсутствие перепада давлений и высот.
При отъезде в Санкт-Петербург в 1900 году Николай II дал указание руководителю Ливадии Л. Д. Евреинову о прокладке горизонтальной дорожки от «Розовых ворот» в Ливадии до части дороги в Верхней Ореанде. В 1901 году работы были полностью завершены.
Название «Солнечная тропа» появилось позже, в советское время.
В 1980-х годах благоустройством Массандровского, Ливадийского, Мисхорского, Алупкинского парков, территорий парков санаторно-курортного назначения санатория «Ясная поляна», «Мисхор», пансионата «Донбасс», а также Солнечной тропы как лечебного терренкура занимался архитектор В. С. Сергеев.

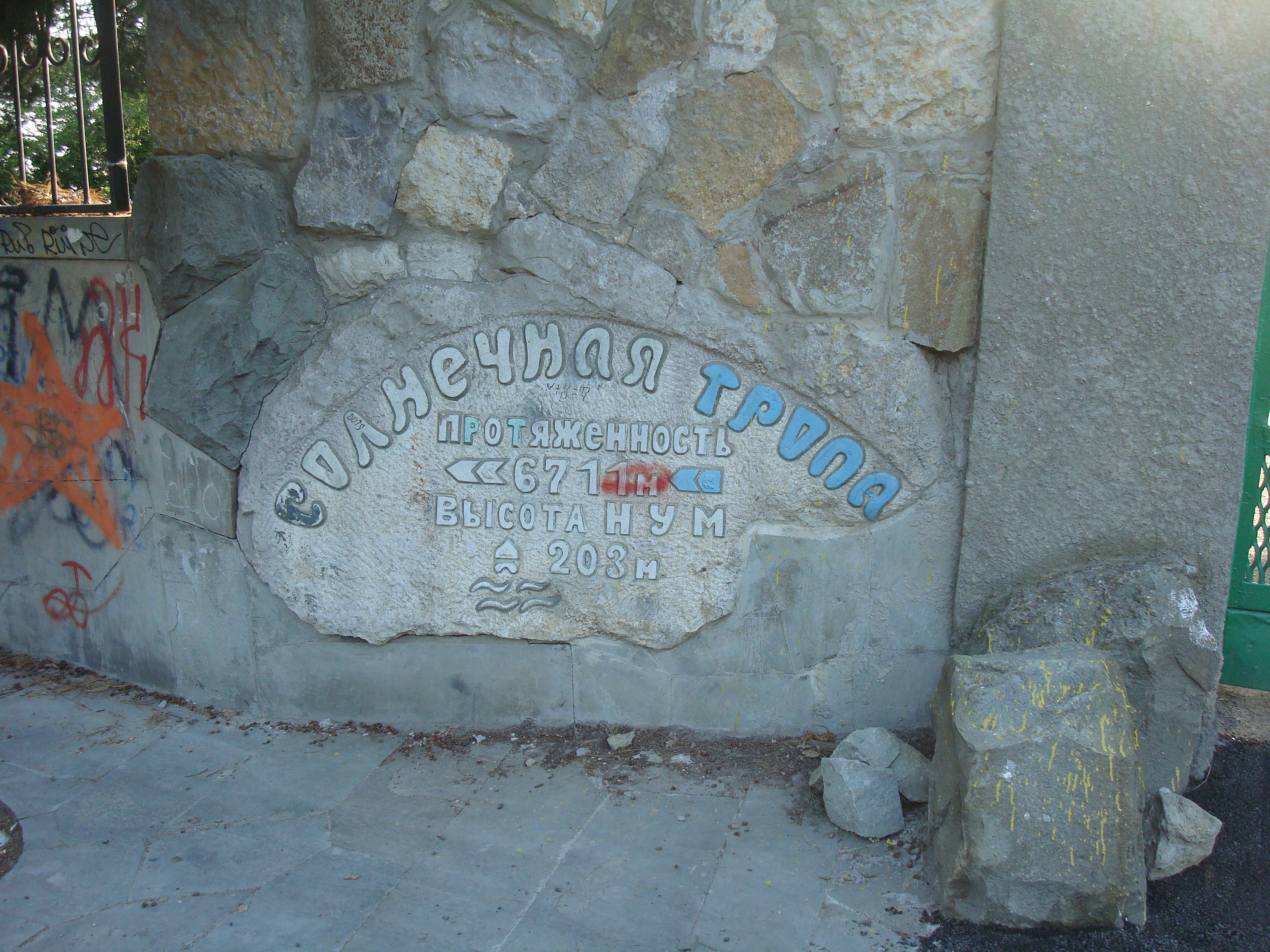
Указатель на тропе
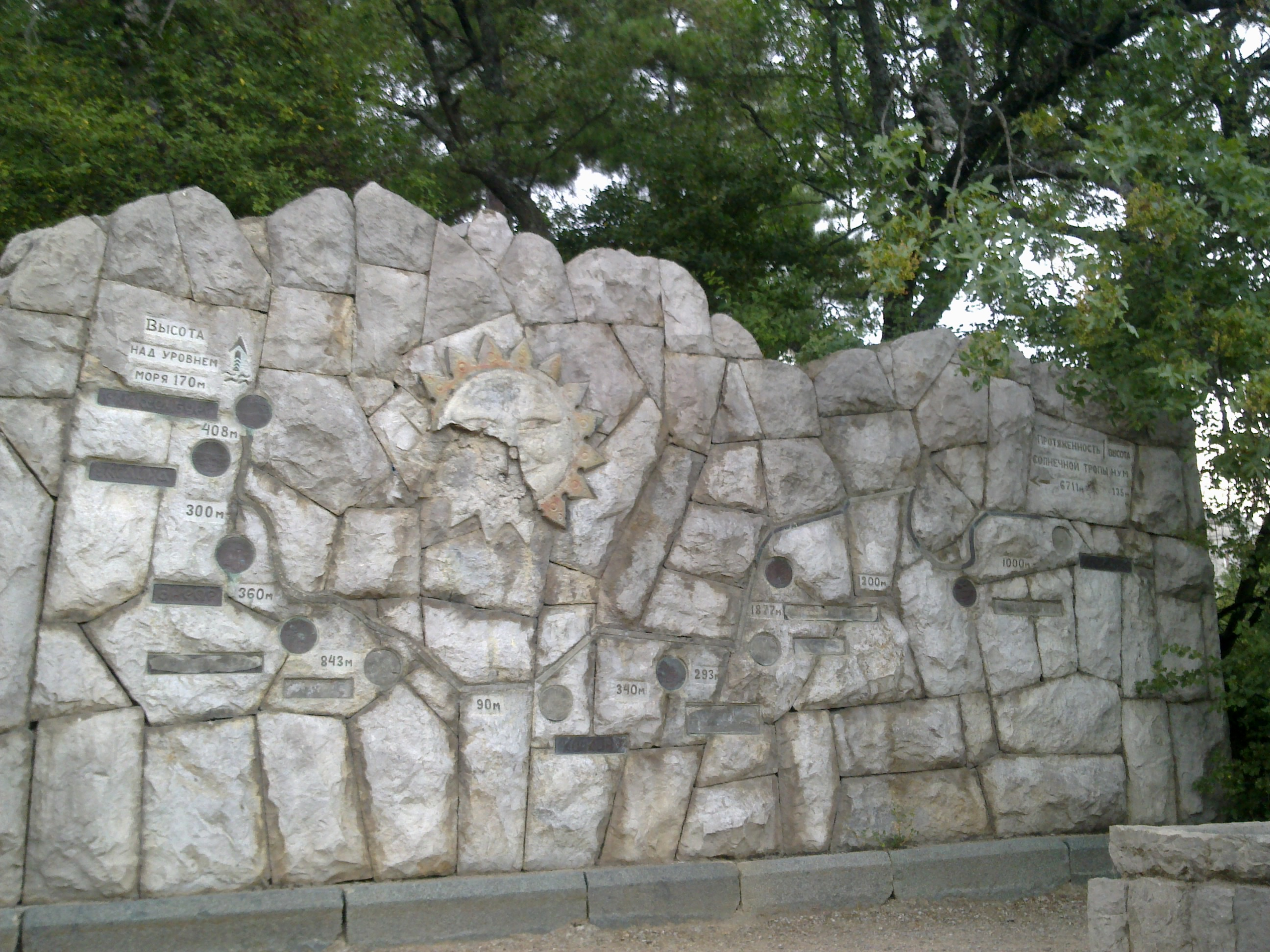
Схема Царской (Солнечной) тропы
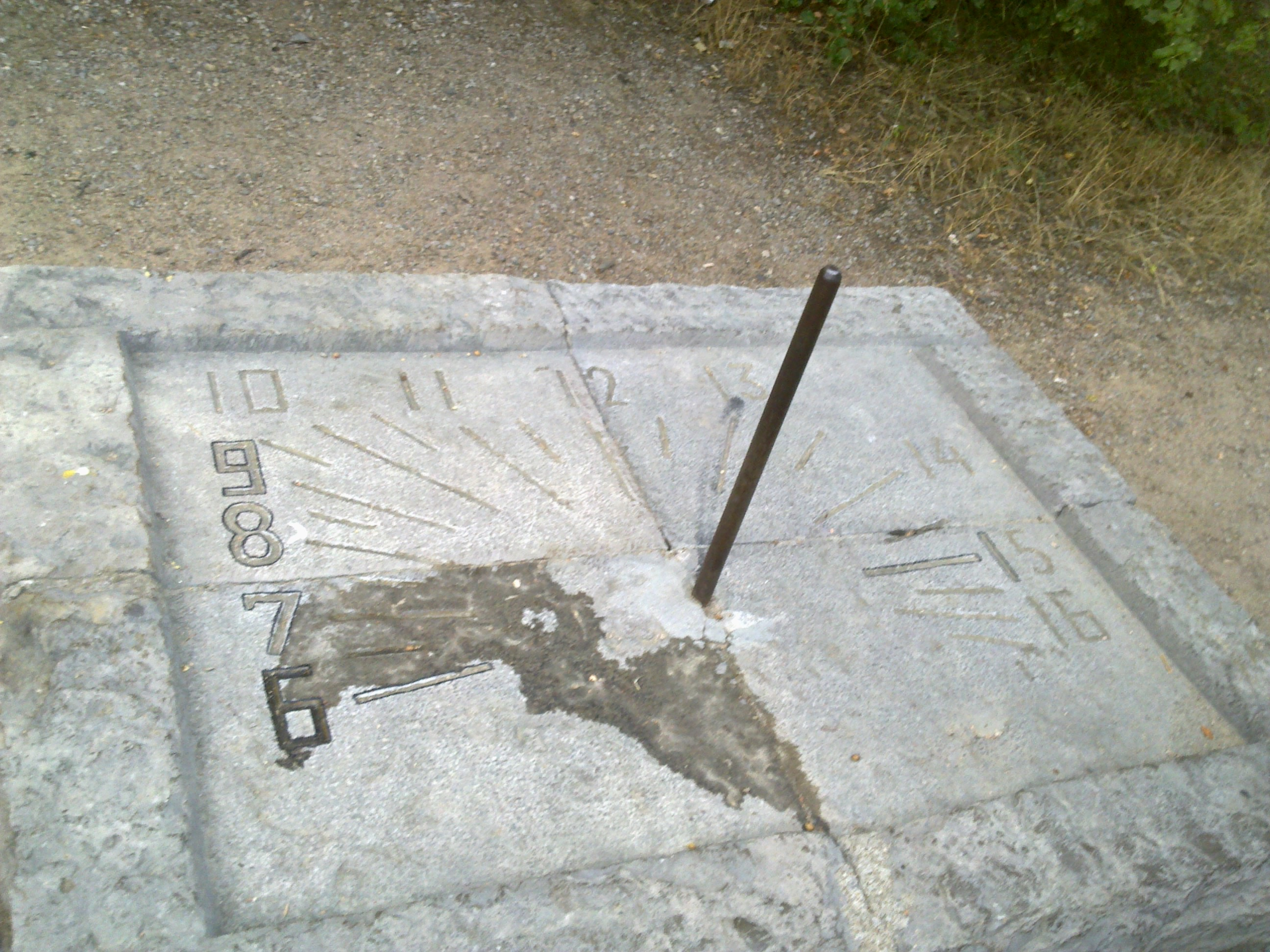
Солнечные часы
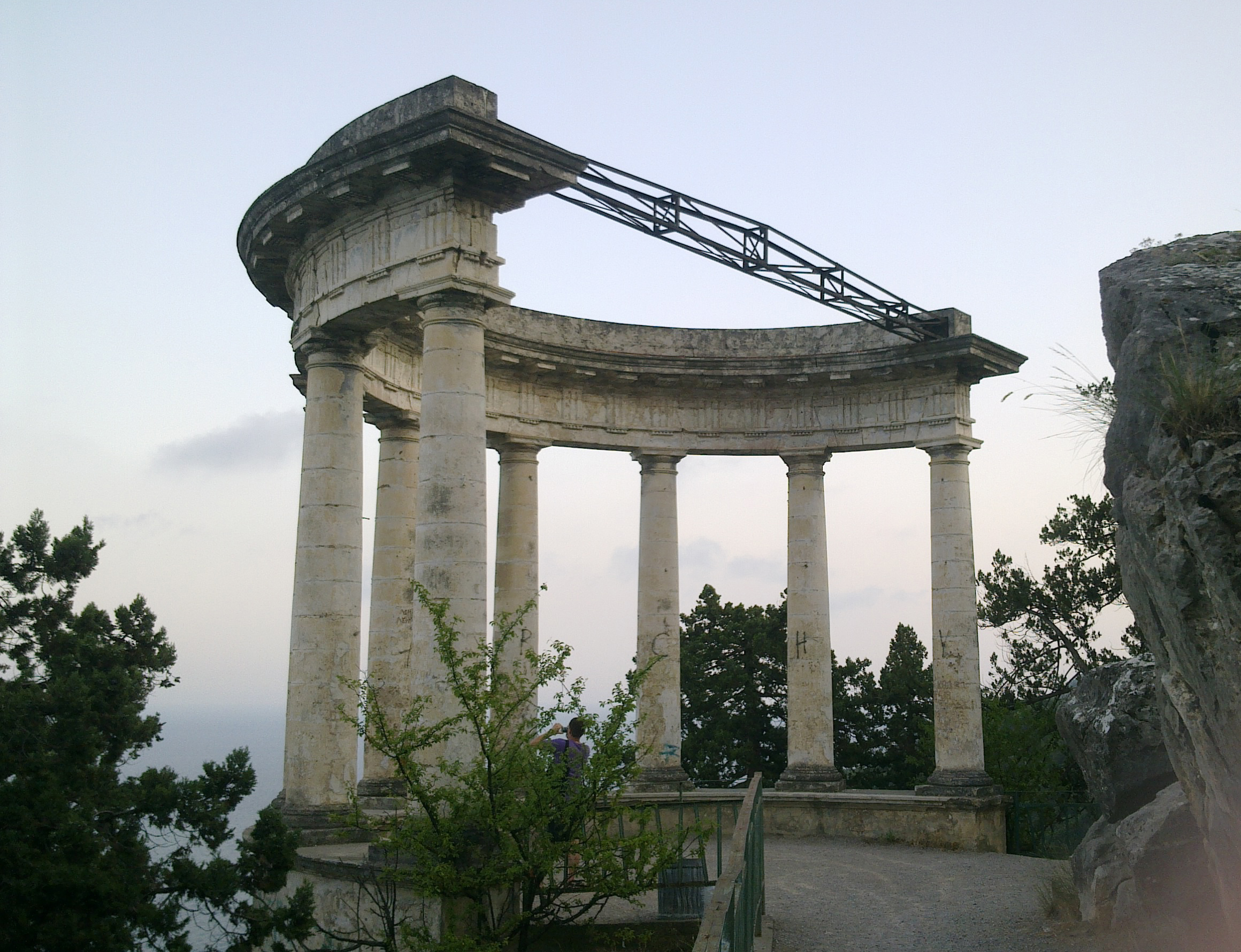
Ротонда в Ореанде